# Fernando Martínez Arroyo
Fernando Martínez Arroyo (Madrid, 25 de mayo de 1944- Ibidem., 9 de mayo de 2021), fue un jugador de baloncesto español. Jugó durante ocho temporadas en el Estudiantes, club en el que también ha ejercido de directivo.

## La saga de los Martínez
Proveniente de una familia muy relacionada con el baloncesto, y vinculada a un club, el Estudiantes, fue hermano gemelo de Juan Antonio Martínez Arroyo, que asimismo fue setenta veces internacional por España y jugó durante trece temporadas en el equipo del Instituto Ramiro de Maeztu. 
El hermano mayor de la saga, Luis Martínez Arroyo, fue cofundador del equipo, y también jugó en el primer equipo, Manuel Martínez Arroyo, fue jugador del Estu y del Real Madrid y dos hijos de Juan Antonio, Pablo y Gonzalo fueron también jugadores profesionales en el Estu, entre otros equipos.